# Eugénie Fougère
Eugénie Fougère (Estrasburgo, 12 de abril de 1870-Paris, 6 de febrero de 1946) fue una artista francesa cantante y bailarina de vodevil y music-hall. A menudo descrita como soubrette − una mujer coqueta o frívola − era conocida por sus atuendos llamativos, movimientos juguetones, comportamiento sugerente, y su actuación del popular baile «cakewalk» que en su estilo propio incluía ritmos y pasos «negros». No debe ser confundida con la cortesana o demi monde también llamada Eugénie Fougère aunque las dos se conocían, coincidían en los mismos círculos, e incluso vivieron un tiempo en la misma calle de París.

## Carrera

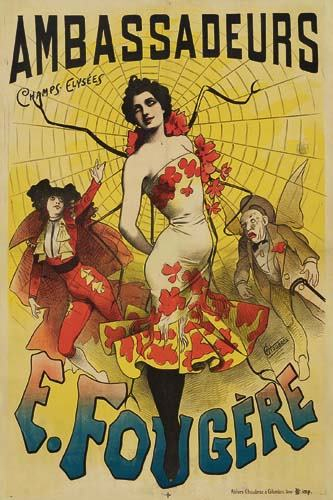
Eugenie Fougère en un cartel anunciando su actuación en el café concierto parisino Café des Ambassadeurs. Aparece como encarnación sexy de una araña, atrayendo y atrapando a los hombres en su red. (Cartel de Alfred Choubrac).

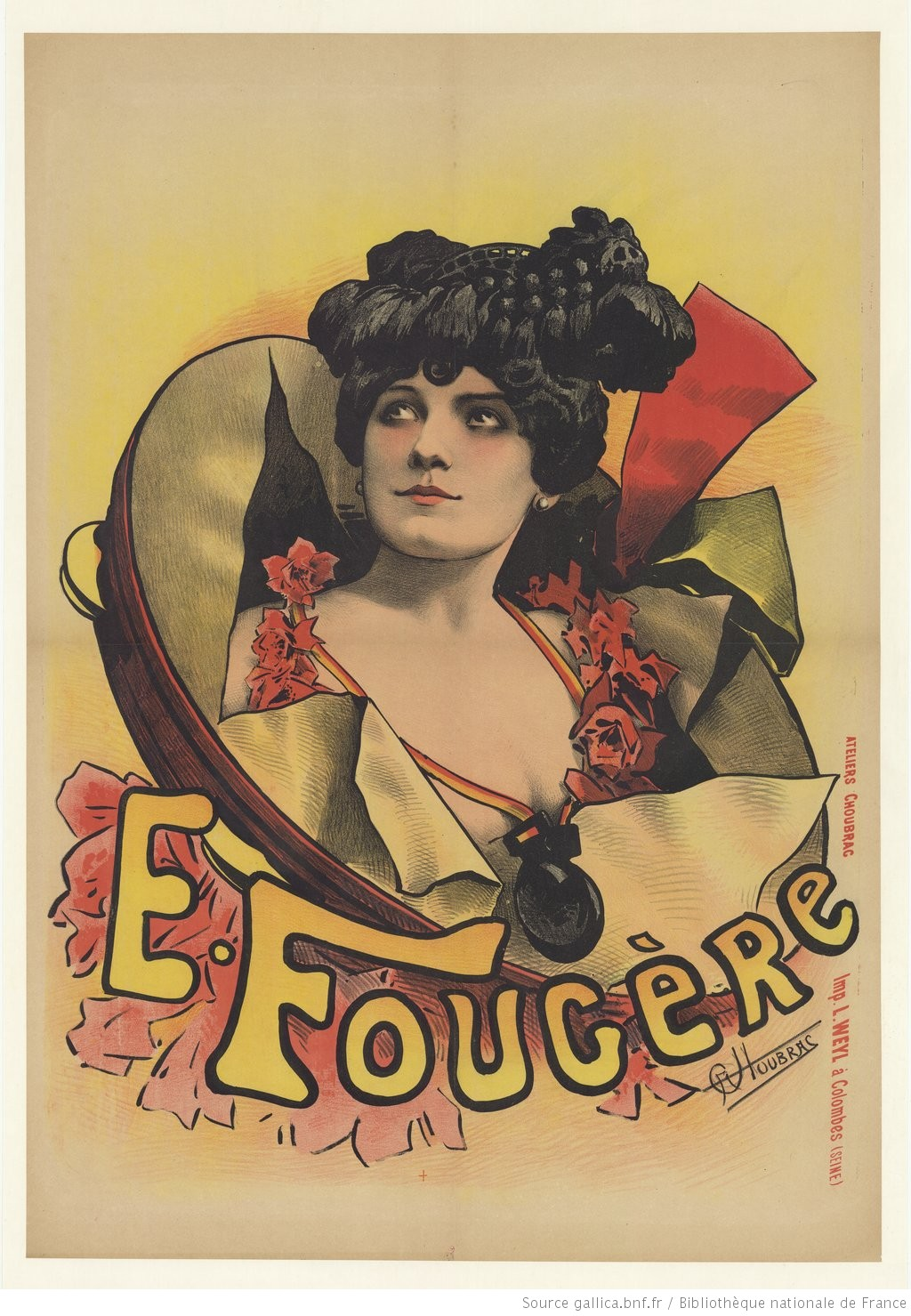
Eugenie Fougère ca. 1890 (Cartel de Alfred Choubrac).

La primera actuación conocida de Fougère fue con 12 años en Aviñón. A los 15 comenzó su carrera en el Café des Ambassadeurs en París, donde vivió el resto de su vida. Fougère pronto se convirtió en una popular cantante excéntrica (gommeuse) y bailarina que actuaba en locales famosos, como el Folies Bergère y L'Olympia.
Sus primeros éxitos fueron como chanteuse épileptique (cantante epiléptica), un nuevo género que "creó un estilo lascivo que combinaba payasadas, contorsiones corporales y muecas: una mujer grotesca". Famosas cantantes epilépticas, como Polaire y Fougère, y su inevitable retahíla de imitadoras, fueron una de las mayores atracciones de la vida nocturna parisina de los últimos quince años del siglo XIX, debido a la atracción comercial que surgió hacia la obscenidad y provocación sexual.

## Cakewalk
Al igual que Polaire y Mistinguett, se hizo conocida por sus "técnicas" de danza racialmente ambiguas que aplicó al ragtime y el baile "cakewalk" muy popular en la época, al punto de hacer furor hacia 1902. Se dice que introdujo este baile estadounidense en París en 1900 en el Théâtre Marigny después de regresar de una gira por Estados Unidos, donde fue filmada en 1899 bailando y cantando el cakewalk "Hello, Ma Baby" con el que causó sensación en el New York Theatre. El ambiguo "cakewalk" se hizo rápidamente popular y  Fougère apareció el 18 de octubre de 1903 en la versión de  París qui Chante bailando Oh! ce cake-walk. Las letras interconectaban baile africano y estadounidense, monos y epilepsia. Un teórico popular del "baile negro", Andre Levinson, indica que es imposible para los europeos recrear los movimientos vistos en el baile africano, y es por ello que la audiencia se sorprende con ellos.
La "divette frenética" fue en los primeros años del siglo XX, en el arte del music hall, una precursora, introduciendo canciones y bailes de todos los países, mucho antes de que estos se pusieran de moda en los circuitos de los cafés concierto de los Felices Años 20. Mientras actuaba en una revista (revue) en La Cigale cerca de Pigalle en París en 1920, donde apareció bajo la apariencia de un afroamericano con traje, Rae Beth Gordon, una profesora de literatura francesa, anota que "al menos en esta fantasía original", dijo al periodista, "Me sentí de nuevo como antes". La incorporación de la negrura por esta cantante blanca sugiere que las motivaciones para adoptar un aspecto de persona negra y los efectos de tal mascarada iban más allá de la simple explotación comercial. Fougère se sentía más cómoda en un cuerpo negro — o, al menos, en un cuerpo gobernado por movimientos y ritmos negros — que en un cuerpo blanco privado de la oportunidad de expresarse sin reprimirse".

## En los Estados Unidos

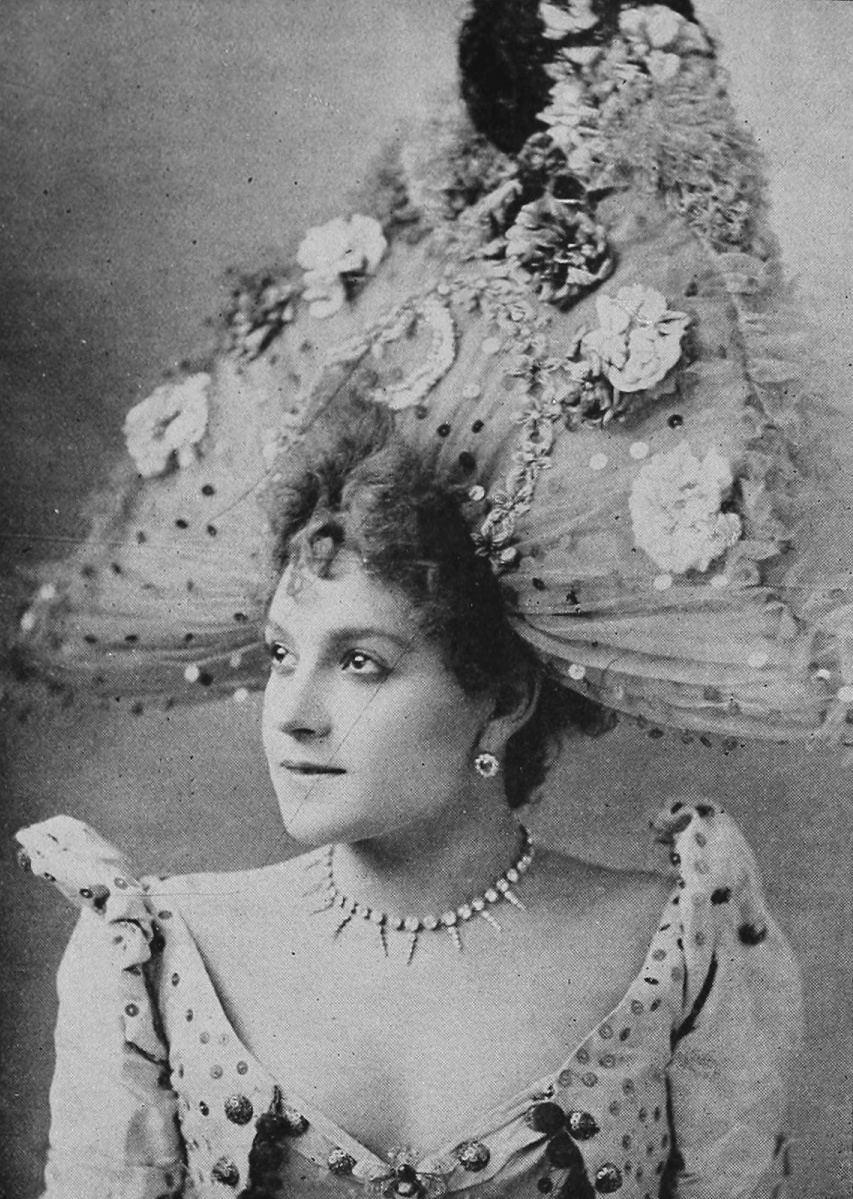
Eugénie Fougère, la bailarina francesa más traviesa.

La 'audaz' Fougère hizo su debut en los Estados Unidos el 7 de septiembre de 1891, en Broadway en el Koster and Bial's Music Hall en Nueva York, donde de inmediato se convirtió en "la moda del momento". Según una revisión, "Nueva York nunca había visto nada parecido a la actuación de Fougere. Imagínese un apache en un entorno de pequeña feminidad parisina". Su influencia sobre el público se debió "al brillo, lo salvaje y vitalidad de su rendimiento". No todo el mundo quedó impresionado; el crítico teatral Leander Richardson la llamó "la intérprete más atrevida de la indecencia" y escribió que se trataba "simplemente de basura sexual".
Fougère estuvo de gira por los Estados Unidos muchos años, pero su actuación era a menudo demasiado 'fuerte' para la audiencia. En Kansas City fue silbada.
Sus actuaciones escandalizaban a los puritanos estadounidenses revelando su hipocresía. En octubre de 1907, mientras actuaba en el Gaiety Theatre en Washington, fue llevada a comisaría y obligada a pagar "una garantía de 50 dólares en efectivo para asegurar su buen comportamiento". A pesar del hecho de que el sargento de policía disfrutó de su espectáculo en primera fila, en particular su "especialidad", no obstante dijo que quedó sorprendido y la arrastró a comisaría.
Actuó en todo el mundo, especialmente en España, Cuba, México, Alemania e Italia. Mientras actuaba en el Salone Margherita, un café-cantante en Nápoles en 1902, contactó con el jefe de la Camorra Enrico Alfano para pedirle ayuda en recuperar sus joyas desaparecidas. En unos días, Alfano localizó a los ladrones y regresó las joyas. El caso apareció en los periódicos y Alfano fue arrestado por complicidad con los ladrones, pero acabó absuelto.

## Hurto
En mayo de 1906, Fougère y su marido, el actor Albert Girault (también deletreado Girod), fueron condenados por el hurto de un vestido de noche, lencería, y otras prendas de noche después de dejar una compañía textil con sede en Londres, Lewis & Alleby's. Actuaba en el Oxford Music Hall por un sustancioso salario y reclamó haber olvidado pagar. Los cargos fueron desestimados en apelación. Tenía fama de gastarse el dinero rápidamente.
En 1909, hizo una actuación en Montreal que impresionó y escandalizó a la audiencia debido a las rutinas y la "exhibición excesiva de lencería". Un artículo de la Montreal Gazette al día siguiente mencionó que "Mademoiselle Eugenie Fougère, la actriz de music hall francesa, que fue anunciada para aparecer en Bennett como cabeza de cartel durante esta semana, hizo su primera y última actuación en ese teatro ayer por la tarde. A pesar de que los actos que presentó podrían ser bastante aceptables en las salas de music hall de Londres y París, ciertamente no deberían tener lugar en ningún teatro de Montreal". El director del teatro le dijo a Eugénie que no le permitiría volver a aparecer otra vez.
En 1887, a los 17 años, actuó por primera vez en España, en el Edén Concert en Barcelona junto a su hermana mayor Juliette. Debutó en Madrid en 1909, en el Salón Madrid. Realizó su primera gira por México en 1911, actuando en el Teatro Mexicano de la Ciudad de México y en el Salon Olimpia en Veracruz en 1913. Mientras actuaba en la Ciudad de México en 1914, una noche al salir del teatro estuvo a punto de morir cuando los caballos de su carruaje se desbocaron y éste chocó contra un poste de la luz.

## Vida posterior
Según Gordon, regresó a escena en 1920 "después de una larga pausa" en el Ambassadeurs junto a su colega Polaire. Aquel año, se dice que introdujo la rumba cubana en Francia con el bailarín cubano Enrique Madrid en un Campeonato Mundial de Danza Moderna, organizado por Comœdia, después de una larga estancia en Cuba. Sin embargo, en una entrevista con Maurice Hamel para Comœdia en 1925 se quejó de que no tenía ningún compromiso y sobre su fortuna perdida (le habían robado joyas por valor de 275 000 francos).
En un retrospectiva en 1934, Hamel recordó su pequeño apartamento en París donde las paredes estaban cubiertas de fotografías, como si hubiera recreado su propio museo, recordando su larga y fructífera carrera. Le dijo entonces que había tenido muchas dificultades para corregir el falso aviso de su muerte en 1903 cuando fue confundida con su tocaya. En 1937 interpretó a una vieille coquette (vieja coqueta) en la película Pearls of the Crown (en francés, Les Perles de la couronne) de Sacha Guitry.
Murió con el nombre de Eugénie Fougère el 6 de febrero de 1946 en el hospital de la Salpêtrière en Paris y fue enterrada una semana más tarde en el cementerio parisino de Thiais (14ª división).

## Legado
Gordon nota que la popularidad de intérpretes como Eugénie Fougère "fue comparable a la de Elvis Presley algo más de medio siglo más tarde". Fue la inspiración  para numerosas bailarinas, actrices, y cantantes de la época al incorporar el estilo "negro" de baile africano en sus rutinas y espectáculos. Fue también una pionera del burlesque. Fougère fue incluida en un mural en la azotea del Knickerbocker Hotel en Times Square de Nueva York, durante su reapertura en 2015, para conmemorar el tiempo en que el hotel fue el lugar más popular de la ciudad, a principios de los años 1900. En 1907 la expulsaron del hotel por compartir habitación con su gerente, aunque estaban casados, como se aclaró más tarde.
Es mencionada por su nombre en la tragedia de Frank Wedekind Erdgeist (Espíritu de la Tierra). Durante el acto I, el personaje de Lulu declara en respuesta a una pregunta sobre su danza, "aprendí en París. Tomé lecciones de Eugenie Fougère. Me dejó copiar sus trajes también". La actriz italiana y cantante Anna Fougez adoptó su nombre artístico como tributo a Fougère.